# Gausbach
Gausbach ist ein Ortsteil der Gemeinde Forbach in Baden-Württemberg.

## Lage
Gausbach liegt im Murgtal zwischen Rastatt und Freudenstadt, zwischen 260 m über NN (Murg) und ca. 990 m über NN (Alte Weinstraße).
Das Tal wird von der Bundesstraße 462 durchzogen, welche bei Rastatt (Ausfahrt Nr. 49) auf die Bundesautobahn 5 zwischen Basel und Karlsruhe trifft. 1977 wurde die Ortsumgehung von Gausbach im Verlauf der B 462 eingeweiht.
Der nächste Flugplatz ist der Baden-Airport in Söllingen.
Seit 2002 hat auch Gausbach eine Haltestelle an der Murgtalbahn, die hier als Stadtbahn Karlsruhe S8 und S81 verkehrt.

## Geschichte
Wann und woher die ersten Ansiedler ins Murgtal vorstießen, lässt sich nur vermuten; wahrscheinlich um 1000 n. Chr. in den vorderen Talraum, wohl von der Rheinebene her.
Im 13. Jahrhundert war das Tal etwa bis Gernsbach besiedelt. Der undurchdringliche, ungastliche Urwald hinter Gernsbach war zu jener Zeit wirtschaftlich wertlos, da das Gebirge unwegsam war und für das Holz keine Verwendung bestand. Aus diesem Grunde blieb das mittlere und hintere Murgtal unbesiedelt. Erst die Flößerei ermöglichte die Nutzung des Holzreichtumes. In einer frühen Urkunde zwischen 1336 und 1363 steht der frühere Ortsname "Gaochspach", Pate dazu stand vermutlich der Kuckuck.
1461 wurden die genauen Grenzen der Stadt festgelegt. Der Anlass dafür war das Schlagen von Holz der Besenfelder auf Gausbacher und Forbacher Gemarkung, 1821 wurden die Grenzsteine entlang der alten Weinstraße erneuert. Diese sind teilweise heute noch zu sehen. Nach Forbach wurde schließlich 1461 erstmals eine Brücke über die Murg erstmals urkundlich erwähnt, 1778 wurde eine weitere Holzbrücke errichtet, die sogar dem großen Hochwasser von 1824 standhielt, das viele Brücken der Murg zerstörte. 1874 wurde auch eine eiserne Brücke errichtet. Im Jahre 1555 wurde befohlen, dass zur besseren Wildschweinjagd auch bessere Hunde zu züchten seien, weil Gausbach zehn Hunde stellen müsse. 1623 herrschte in Gausbach Hungersnot. Markgräflich-badisch wurde Forbach/Gausbach 1675.
Im Zuge der Industrialisierung wanderten von 1833 bis 1882 230 Personen aus, davon ein Großteil in die USA. Im Jahre 1888 gründete Johann Friedrich Dorn auf Gausbacher Gelände eine Pappenfabrik, 1903 wurde ein Rathaus errichtet und im Jahre 1910 fuhr der erste Zug bis nach Forbach/Gausbach über die Murgtalbahn. 1924 erhielt Gausbach eine Schule.
Wegen Bombardierungsgefahr während des Zweiten Weltkrieges wurde 1943 eine Ortsfunkanlage in Betrieb genommen, die bei Zerstörung der Schwarzenbachtalsperre die Bevölkerung warnen sollte. In diesem Krieg starben bei einem Bombenangriff drei Menschen. Im Jahre 1955 wurde im Wiederaufbau nach dem Krieg die 1461 errichtete Holzbrücke erneuert und 1956 die Kirche Seliger Bernhard eingeweiht. Am 1. Juli 1974 wurde Gausbach nach Forbach eingemeindet. Ortsvorsteher ist derzeit (2021) Björn Gaiser.